# Mjerni kotač
Mjerni kotač je geodetski mjerni instrument za mjerenje udaljenosti na cestama i terenima. Kotači su precizni modeli s mehaničkim brojačem koji se vrti i unazad. Obim kotača je brušenjem podešen na točnu mjeru, pa je time je osigurana visoka točnost.

## Povijest
Mjerni kotač je nastao otprilike s otkrićem odometra ili brzinomjera za motorna vozila, negdje u 17. stoljeću. Prvi modeli su izrađeni od drva, s čeličnim obručem. Prve konstrukcije su bile slične kotačima kočija, a radile su se u istim radionicama. Neki proizvođači su radili i konstrukciju s dva kotača. Današnji mjerni kotači se uglavnom rade od aluminijske konstrukcije i sa zračnim kotačima.